# Icerya purchasi
La cocciniglia cotonosa solcata (Icerya purchasi Maskell, 1878, cottony cushion scale in inglese) è un insetto fitofago dell'ordine dei Rhynchota Homoptera Sternorrhyncha (superfamiglia Coccoidea, famiglia Margarodidae).

## Generalità
L'Icerya purchasi è un fitomizo, originario dell'Australia, che si è diffuso in tutto il mondo fra il XIX e il XX secolo diventando cosmopolita. È tipicamente associata agli agrumi, ma può rinvenirsi anche su altre piante legnose e, meno frequentemente, su piante erbacee. In Italia si può rinvenire, oltre che sugli agrumi, sul Laurus nobilis sul pittosporo e su varie ginestre (Spartium, Genista) e, più sporadicamente, su Acacia e Robinia.
Pur essendo potenzialmente in grado di causare danni gravissimi all'agrumicoltura, è un fitofago di minore importanza in quanto controllato efficacemente con la lotta biologica dalla fine del XIX secolo. Ampiamente citato nella letteratura, quello della cocciniglia cotonosa solcata rappresenta il più famoso esempio di applicazione di controllo biologico, unanimemente considerato come la pietra miliare della storia della lotta biologica.
Caratteristica di questa specie è la rarità del maschio, mentre la femmina è in realtà un individuo ermafrodito in grado di riprodursi autonomamente per autofecondazione.

## Descrizione
Le dimensioni apparenti della pseudofemmina sono piuttosto vistose, se confrontate a quelle della maggior parte delle cocciniglie, per la presenza dell'ovisacco ceroso che si prolunga posteriormente dietro il corpo vero e proprio dell'insetto. La pseudofemmina è un individuo decisamente neotenico. I caratteri morfologici sono tuttavia tipicamente primitivi per il modesto grado di involuzione dell'adulto: antenne composte da 11 articoli, zampe ben conformate e funzionali, presenza di spiracoli tracheali nell'addome (due paia).
Il corpo vero e proprio è di forma ovale ed è carenato dorsalmente, di colore rosso-aranciato per l'abbondante presenza di pigmenti rossi nell'emolinfa, in parte mascherati dalle emissioni cerose. Da tutto il corpo partono a raggiera sottili filamenti cerosi che si estendono sulla superficie circostante. Al raggiungimento della maturità sessuale viene prodotto un vistoso ovisacco ceroso che parte dalla faccia ventrale dell'addome e si prolunga posteriormente assumendo una forma ovoidale e convessa. In questa specie, l'ovisacco è di colore bianco e mostra 16 solchi longitudinali dorsali e laterali.
Il maschio, piuttosto raro, è un piccolo ed esile insetto alato di colore giallastro, con un solo paio di ali (mesotoraciche) e con addome che termina con due processi caudali.

## Biologia
La biologia dell'Icerya purchasi presenta elementi di curiosità per il singolare meccanismo di riproduzione. Sia la riproduzione sessuale sia quella partenogenetica sono eventi rari e prevale largamente la riproduzione per autofecondazione degli individui ermafroditi. Il sesso, per l'assenza dei cromosomi sessuali, è determinato dal numero di ploidia: i maschi sono aploidi, gli ermafroditi diploidi. I primi si formano per partenogenesi arrenotoca da uova non fecondate, i secondi da uova autofecondate o fecondate dai maschi. In questa specie, però, la riproduzione partenogenetica, con formazione dei maschi, è un evento raro e ancora più rara è la riproduzione sessuale per accoppiamento di una pseudofemmina con un maschio.
Ogni predetermina può deporre da 400 a 600 uova, piccolissime e rossastre, conservate nell'ovisacco fino alla schiusa. Le neanidi neonate fuoriescono dall'ovisacco e si distribuiscono negli spazi circostanti fino ad insediarsi. Sono inizialmente rosse, lunghe appena mezzo millimetro, poi si ricoprono di cera.
Nel corso dell'anno si susseguono in genere 2-3 generazioni, della durata di circa 3 mesi. Le nascite delle neanidi si concentrano nei mesi di marzo, giugno e settembre e lo svernamento avviene soprattutto allo stadio di neanide di 3ª età, tuttavia sono rappresentati anche gli altri stadi del ciclo.

## Danni
Il danno prodotto dall'Icerya purchasi consiste nella sottrazione della linfa e nella produzione della melata, sulla quale s'insediano secondariamente gli agenti della fumaggine.
I danni sono di particolare gravità sugli agrumi e su alcune piante ornamentali; infestazioni massicce portano ad un progressivo deperimento della pianta fino alla morte.

## Metodi di lotta
La difesa chimica contro la cocciniglia cotonosa solcata si può attuare, come per la maggior parte delle cocciniglie, ricorrendo a trattamenti con insetticidi che agiscono per asfissia. I prodotti più indicati per questa azione sono gli oli minerali, eventualmente attivati con fosforganici. I periodi più efficaci per eseguire i trattamenti coincidono con la schiusa delle uova in quanto la maggiore sensibilità si ha allo stadio di neanide mobile. In ambiente protetto sono efficaci anche le fumigazioni, anche se questo metodo di lotta è ormai in disuso. In merito alla lotta chimica va detto, però, che non sempre i risultati rispondono alle aspettative, data la generale resistenza delle cocciniglie e la difficoltà di rilevare il momento più opportuno in cui fare il trattamento
A fronte della lotta chimica si contrappone la lotta biologica con un'efficacia spettacolare: quello dell'Icerya è uno dei casi sporadici in cui il controllo biologico mantiene sistematicamente la popolazione del fitofago sotto la soglia di danno. Grazie al controllo biologico, salvo casi rari, spesso dovuti al degrado degli agrosistemi a causa dell'abuso dei fitofarmaci, la cocciniglia cotonosa solcata non rappresenta un problema. In genere è presente nell'agrumeto, senza provocare danni degni di nota, con individui isolati e sparsi con una densità molto bassa.
L'artefice anonimo di questo successo è un piccolo ma attivissimo predatore, la Rodolia cardinalis (Coleoptera: Coccinellidae). Questo predatore è anch'esso originario dell'Australia, ma è cosmopolita dai primi decenni del XX secolo, in quanto è stato diffuso artificialmente, con il metodo propagativo, in tutte le regioni in cui si è propagata la cocciniglia. Negli Stati Uniti d'America l'attività della Rodolia è coadiuvata dal Dittero Criptochetide Cryptochaetum iceryae, mentre in Europa è sufficiente la sola azione del coccinellide.
La Rodolia sverna senza problemi nelle regioni tropicali e temperate calde, mentre ha difficoltà di svernamento nelle regioni più fredde. In questi casi è necessario ricorrere al metodo inoculativo, quando si riscontra la presenza della cocciniglia in assenza del suo predatore. In caso di piante isolate è sufficiente introdurre 2-3 individui di differente sesso in uno dei vari stadi di sviluppo. È sufficiente la prolificità e la voracità di questo coleottero per contenere in tempi brevi i principi d'infestazione.

## Aspetti storici
Le vicende storiche dell'Icerya purchasi hanno contorni quasi leggendari e ancora oggi sono citate, talvolta con toni enfatici, nelle trattazioni dedicate alla lotta biologica. In effetti il successo di questa esperienza fu tale da farla riconoscere unanimemente come l'evento che diede impulso alla lotta biologica, alimentando anche molte false illusioni.
La cocciniglia cotonosa solcata iniziò la sua rapida diffusione dall'Australia alla conquista del mondo nel XIX secolo,  arrivando dapprima in America (1868). In Europa comparve per la prima volta in Portogallo, nel 1896, mentre in Italia fu trovata per la prima volta a Portici nel 1900. La gravità delle prime infestazioni fu tale che in California, regione ad alta vocazione per l'agrumicoltura intensiva, si paventava l'abbandono di questo comparto produttivo.
L'artefice di questa grande conquista della lotta biologica fu Charles Valentine Riley, capo del Federal Entomological Service. Preso atto che la cottony cushion scale era un insetto pressoché innocuo nella regione d'origine, nel 1886 inviò Albert Koebele in Australia alla ricerca dei nemici naturali della cocciniglia. Fra il 1888 e il 1889 furono introdotti negli agrumeti californiani diversi insetti importati da Koebele. Fra questi, la Rodolia cardinalis e il Cryptochetum iceryae si acclimatarono molto facilmente. Inizialmente si pensava che il principale antagonista fosse il dittero, in seguito si constatò che era proprio la Rodolia a svolgere un importante ruolo, soprattutto negli agrumeti intensivi. La spettacolarità dell'intervento risiede nella rapidità e nell'efficacia con cui si raggiunsero i risultati: alla fine del 1889, in meno di due anni, la piaga che avrebbe potuto causare la fine dell'agrumicoltura californiana fu completamente debellata.
In seguito la geniale intuizione di Riley ebbe eco in tutte le aree in cui faceva la sua comparsa la cocciniglia, con conseguente introduzione del coccinellide. Ai successi californiani della Rodolia ne seguirono altri, meno clamorosi ma ugualmente significativi perché confermavano l'efficacia di questo metodo. In Italia fu Antonio Berlese a introdurre la Rodolia nel 1901, dopo solo un anno dalla scoperta della cocciniglia a Portici.